# Agnieszka Szpila
Agnieszka Szpila née en 1977 à Wałbrzych est une écrivaine polonaise écoféministe et activiste.

## Biographie
Elle étudie à Wrocław, où elle obtient un diplôme en études culturelles à l'Université de Wrocław.
En 2015, elle publie son premier roman Łebki od słup qu'elle dédie à ses filles jumelles, toutes deux atteintes d'autisme. Elle y décrit ses expériences en tant que parent célibataire d’enfants présentant un trouble neuroatypique, dans un pays ou la pédopsychatrie est inexistante. En 2014, Ewa Golis réalise le film documentaire, Szpila, sur les difficultés rencontrées pour élever Milena et Helena.
En 2018, elle écrit le roman Bardo sur la Pologne et les Polonais montrés dans un miroir déformant.
Elle publie Heksy en 2021, traduit en français par Cécile Bocianowski, en 2024 sous le titre Hexes. L'héroïne Anna Szajbel, dirige un groupe pétrolier national. Elle a adopté les codes du pouvoir masculin qu'elle méprise. Un scandale va révéler les tensions qui l'habitent : une vie de privilèges bâtie sur l'exploitation de la nature, une aliénation intérieure, une colère et un désir d'émancipation.
L'adaptation de ce roman devait être la première pièce du programme 2023 créé par Monika Strzępka (pl), nouvelle directrice du Théâtre dramatique de Varsovie. La première est annulée. Monika Strzępka est limogée.
En 2025, elle écrit avec Dominika Prejdová, la série Black Daisies, en huit épisodes, pour canal+. L'action se déroule dans sa ville natale à Wałbrzych.

## Publications
- (pl) Łebki od słup, W.A.B, 2015 (ISBN 978-83-280-1497-8)
- (pl) Bardo, W.A.B, 2018 (ISBN 978-83-280-3601-7)
- Hexes [« Heksy »] (trad. du polonais par Cécile Bocianowski), Noir et blanc, 2024, 448 p. (ISBN 9782889830374)